# 幕張本鄉站
幕張本鄉站（日语：／ Makuhari-hongō eki */?）是位於日本千葉縣千葉市花見川區幕張本鄉，屬於東日本旅客鐵道（JR東日本）和京成電鐵的鐵路車站。雖然京成電鐵的正式站名是冠以公司名的「京成幕張本鄉站」（日语：／ Keisei-makuhari-hongō eki */?），但旅客資訊皆省略「京成」二字，採用「幕張本鄉」。

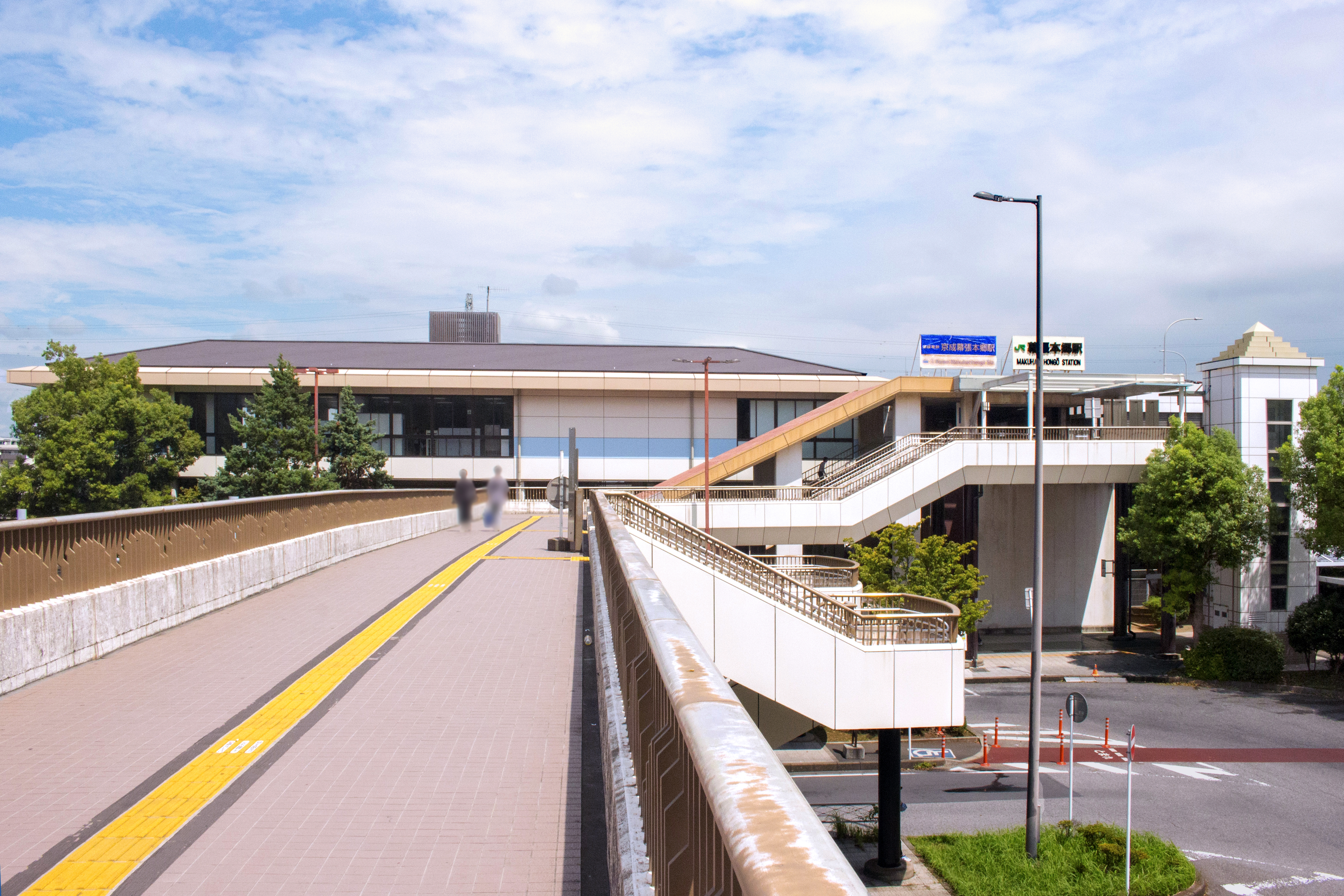
南口與天橋商業街（2024年8月）

## 停站路線
本站是轉乘站，JR東日本的總武本線與京成電鐵的千葉線皆在本站停靠。此站是少數JR東日本與京成電鐵在同一站體的車站，也是總武本線與京成線並行區間中的唯一同站體車站。JR總武本線停靠的是行駛緩行線的中央、總武線各站停車。JR中央、總武各站停車的車站編號為「JB 34」，京成幕張本鄉站的車站編號為「KS52」。

## 歷史
- 1981年（昭和56年）10月1日－日本國有鐵道總武本線幕張本鄉站與東船橋站一同開業[1]。
- 1987年（昭和62年）4月1日－國鐵分割民營化，本站由JR東日本接手管理[2]。
- 1991年（平成3年）8月7日－京成電鐵千葉線京成幕張本鄉站開業[1]。
- 2001年（平成13年）11月18日－智能卡系統Suica正式投入服務。
- 2006年（平成18年）12月10日－京成千葉線開始與新京成電鐵相互直通運行。
- 2007年（平成19年）3月18日－京成電鐵IC卡「PASMO」啟用。
- 2017年（平成29年）2月28日－JR綠色窗口結束營業[3]。

## 車站構造
幕張本鄉站和京成幕張本鄉站都是地面車站，而兩站的跨站式站房是相連的。車站北側為JR東日本的幕張車輛中心。

### JR東日本
本站為島式月台1面2線的地面車站。站內設有自動閘機與指定席售票機設置站。綠窗口在2017年2月28日關閉。2018年2月3日起，首班車至早上6點45分剪票口沒有站員駐守。

#### 月台配置
| 月台 | 路線               | 方向 | 目的地                   |
| ---- | ------------------ | ---- | ------------------------ |
| 1    | 總武線（各站停車） | 西行 | 西船橋、秋葉原、新宿方向 |
| 2    | 總武線（各站停車） | 東行 | 幕張、稻毛、千葉方向     |

（來源：JR東日本:車站構內圖 （页面存档备份，存于））

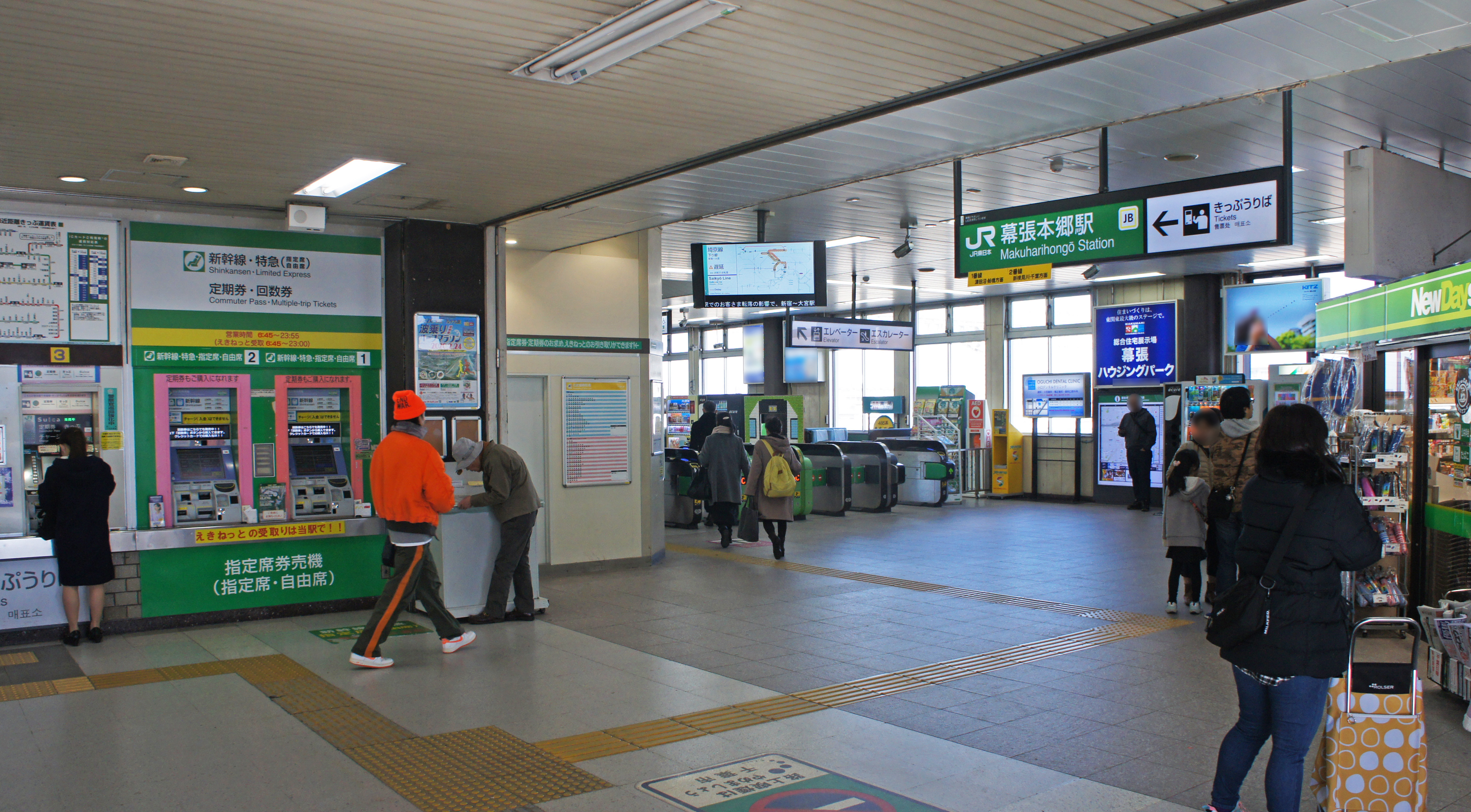
車站大廳（2019年12月）
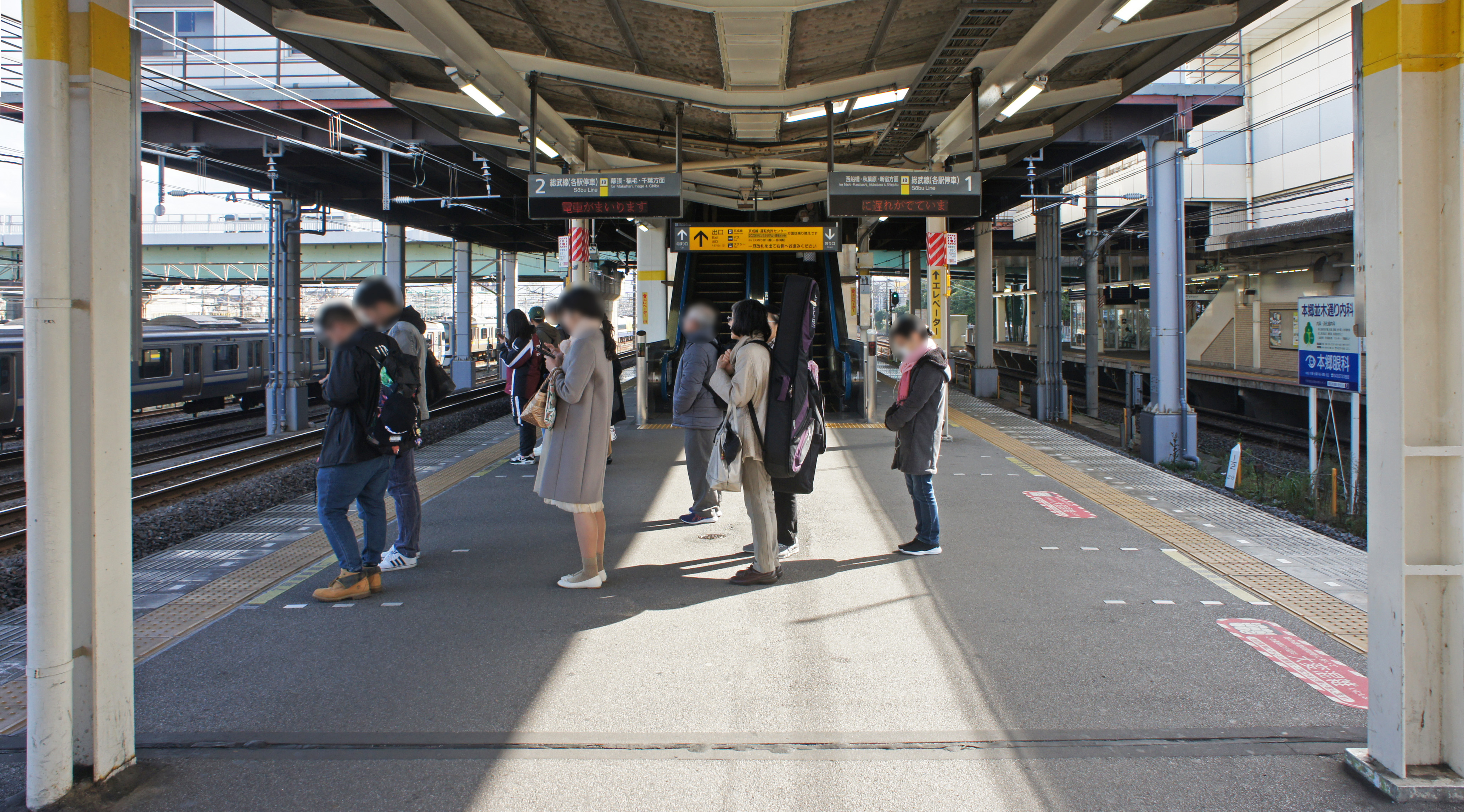
月台（2019年12月）

### 京成電鐵
本站為島式月台1面2線的地面車站，車站編號是KS52。。京成電鐵會在各站喇叭撥放鳥叫聲做為視障人士的引導音效，而本站採用的是日本樹鶯叫聲。本站的月台站名標在開業時為「京成幕張本鄉」，之後改成現在的「幕張本鄉」。

### 月台配置
| 月台 | 路線   | 方向 | 目的地                                 |
| ---- | ------ | ---- | -------------------------------------- |
| 1    | 千葉線 | 上行 | 京成津田沼、上野、成田機場、松戶線方向 |
| 2    | 千葉線 | 下行 | 千葉中央、千原台方向                   |

- 1號線月台資訊可見沒有直通列車的「成田機場」。

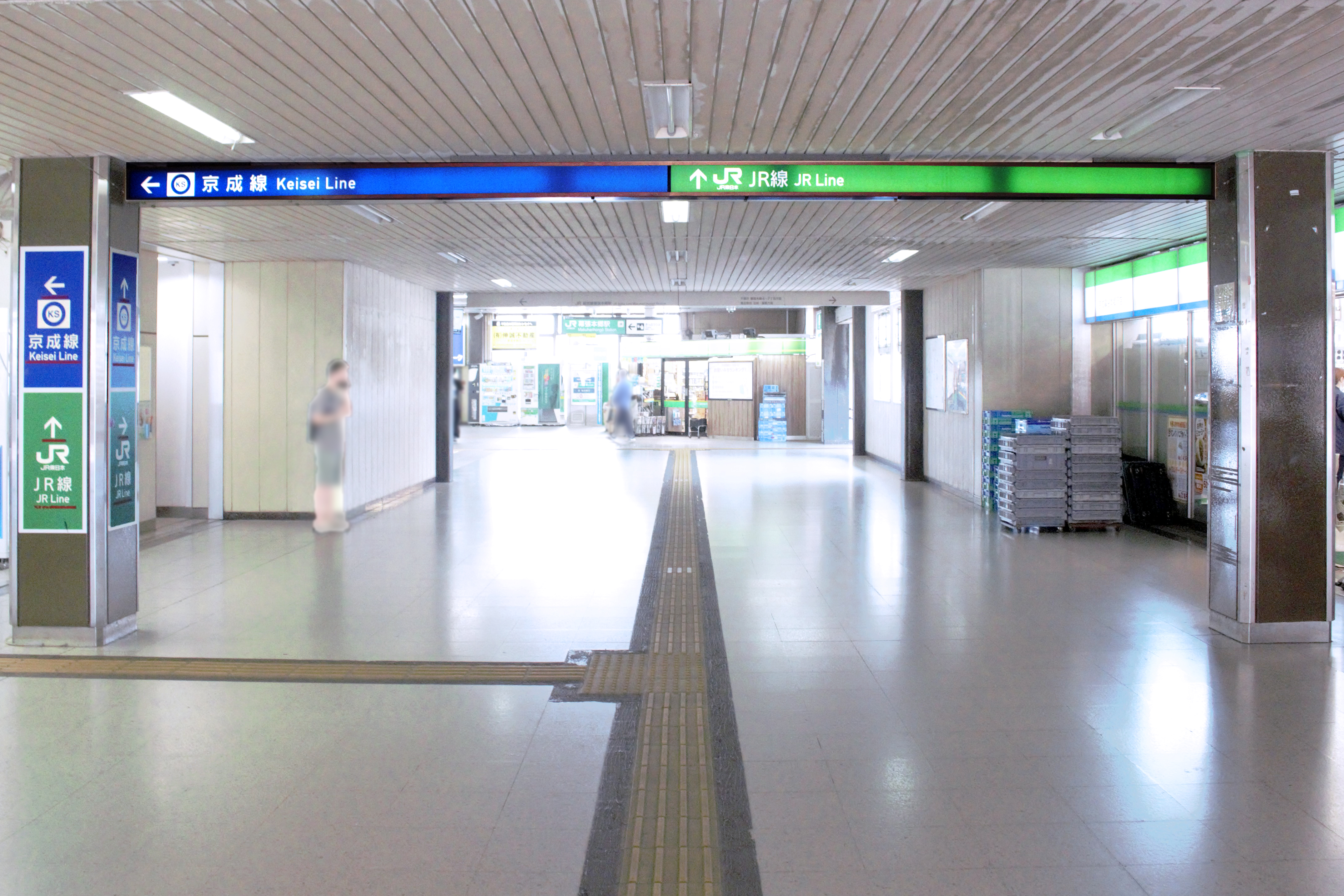
站內通道（2024年8月）
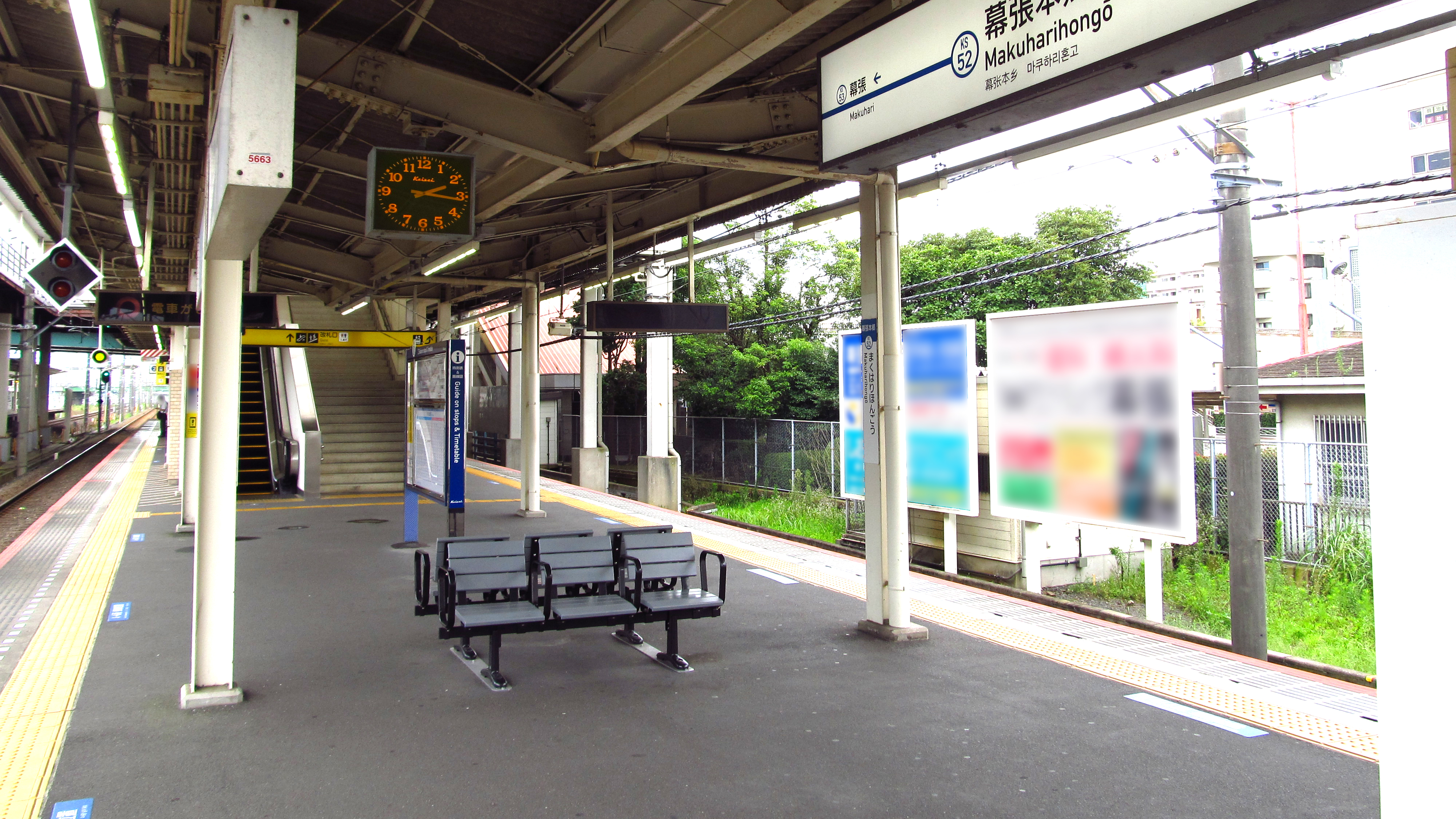
月台（2020年7月）

## 利用狀況
- JR東日本 - 2019年度1日平均上車人次為29,556人[利用客数 1]。
該公司車站當中第149位。
- 京成電鐵 - 2017年度1日平均上下車人次為16,297人[利用客数 2]。
京成線全部69個車站當中排行第30位。

### 各年度1日平均上下車人次
近年1日平均上下車人次的推移如下表（JR除外）。
| 年度               | 京成電鐵           | 京成電鐵 |
| 年度               | 1日平均 上下車人次 | 增長率   |
| ------------------ | ------------------ | -------- |
| 2002年（平成14年） | 11,686             |          |
| 2003年（平成15年） | 11,459             | -1.9%    |
| 2004年（平成16年） | 11,650             | 1.7%     |
| 2005年（平成17年） | 11,964             | 2.7%     |
| 2006年（平成18年） | 12,243             | 2.3%     |
| 2007年（平成19年） | 13,016             | 6.3%     |
| 2008年（平成20年） | 13,090             | 0.6%     |
| 2009年（平成21年） | 12,960             | -1.0%    |
| 2010年（平成22年） | 12,756             | -1.6%    |
| 2011年（平成23年） | 12,440             | -2.5%    |
| 2012年（平成24年） | 12,708             | 2.2%     |
| 2013年（平成25年） | 13,713             | 7.9%     |
| 2014年（平成26年） | 14,693             | 7.1%     |
| 2015年（平成27年） | 15,207             | 3.5%     |
| 2016年（平成28年） | 15,579             | 2.4%     |
| 2017年（平成29年） | 16,297             | 4.6%     |
| 2018年（平成30年） | 16,608             | 1.9%     |
| 2019年（令和元年） | 16,835             | 1.4%     |

### 各年度1日平均上車人次（1981年 - 2000年）
近年1日平均上車人次的推移如下表。
| 年度               | 國鐵/JR東日本 | 京成電鐵 | 來源              |
| ------------------ | ------------- | -------- | ----------------- |
| 1981年（昭和56年） | 4,718         | 未開業   | [ 千葉県統計 1 ]  |
| 1982年（昭和57年） | 6,120         | 未開業   | [ 千葉県統計 2 ]  |
| 1983年（昭和58年） | 7,853         | 未開業   | [ 千葉県統計 3 ]  |
| 1984年（昭和59年） | 9,196         | 未開業   | [ 千葉県統計 4 ]  |
| 1985年（昭和60年） | 10,320        | 未開業   | [ 千葉県統計 5 ]  |
| 1986年（昭和61年） | 12,258        | 未開業   | [ 千葉県統計 6 ]  |
| 1987年（昭和62年） | 13,389        | 未開業   | [ 千葉県統計 7 ]  |
| 1988年（昭和63年） | 15,712        | 未開業   | [ 千葉県統計 8 ]  |
| 1989年（平成元年） | 17,778        | 未開業   | [ 千葉県統計 9 ]  |
| 1990年（平成02年） | 19,144        | 未開業   | [ 千葉県統計 10 ] |
| 1991年（平成03年） | 20,476        | 3,943    | [ 千葉県統計 11 ] |
| 1992年（平成04年） | 22,466        | 4,100    | [ 千葉県統計 12 ] |
| 1993年（平成05年） | 25,845        | 5,302    | [ 千葉県統計 13 ] |
| 1994年（平成06年） | 27,866        | 5,940    | [ 千葉県統計 14 ] |
| 1995年（平成07年） | 28,185        | 6,118    | [ 千葉県統計 15 ] |
| 1996年（平成08年） | 27,966        | 6,131    | [ 千葉県統計 16 ] |
| 1997年（平成09年） | 27,301        | 6,225    | [ 千葉県統計 17 ] |
| 1998年（平成10年） | 26,809        | 6,148    | [ 千葉県統計 18 ] |
| 1999年（平成11年） | 27,122        | 5,984    | [ 千葉県統計 19 ] |
| 2000年（平成12年） | 27,117        | 6,051    | [ 千葉県統計 20 ] |

### 各年度1日平均上車人次（2001年以後）
| 年度               | JR東日本 | 京成電鐵 | 來源              |
| ------------------ | -------- | -------- | ----------------- |
| 2001年（平成13年） | 26,891   | 6,014    | [ 千葉県統計 21 ] |
| 2002年（平成14年） | 26,333   | 5,838    | [ 千葉県統計 22 ] |
| 2003年（平成15年） | 25,682   | 5,723    | [ 千葉県統計 23 ] |
| 2004年（平成16年） | 25,657   | 5,802    | [ 千葉県統計 24 ] |
| 2005年（平成17年） | 25,498   | 5,963    | [ 千葉県統計 25 ] |
| 2006年（平成18年） | 25,815   | 6,088    | [ 千葉県統計 26 ] |
| 2007年（平成19年） | 26,093   | 6,476    | [ 千葉県統計 27 ] |
| 2008年（平成20年） | 26,084   | 6,486    | [ 千葉県統計 28 ] |
| 2009年（平成21年） | 25,821   | 6,421    | [ 千葉県統計 29 ] |
| 2010年（平成22年） | 25,985   | 6,317    | [ 千葉県統計 30 ] |
| 2011年（平成23年） | 25,933   | 6,163    | [ 千葉県統計 31 ] |
| 2012年（平成24年） | 25,873   | 6,291    | [ 千葉県統計 32 ] |
| 2013年（平成25年） | 26,981   | 6,795    | [ 千葉県統計 33 ] |
| 2014年（平成26年） | 27,329   | 7,287    | [ 千葉県統計 34 ] |
| 2015年（平成27年） | 27,655   | 7,535    | [ 千葉県統計 35 ] |
| 2016年（平成28年） | 28,297   | 7,714    | [ 千葉県統計 36 ] |
| 2017年（平成29年） | 29,017   | 8,068    | [ 千葉県統計 37 ] |
| 2018年（平成30年） | 29,796   | 8,225    |                   |
| 2019年（令和元年） | 29,556   | 8,349    |                   |

備註
1. ↑  1981年10月1日開業。
2. ↑  1991年8月7日開業。

## 車站周邊
本站附近是千葉市花見川區與習志野市的交界。
- 東日本旅客鐵道幕張車輛中心（日语：幕張車両センター）
- 京葉道路幕張交流道
- 阿武松部屋（日语：阿武松部屋）
- 花見川區幕張本鄉市民中心
- 千葉幕張本鄉郵便局
- 日本年金機構（日语：日本年金機構）幕張年金事務所

## 巴士路線
京成巴士有開設來往免許中心、海濱幕張站、幕張展覽館、ZOZO海洋球場、永旺夢樂城幕張新都心方向的巴士班次。並有部分是使用日本少數的巴士是雙節公車。
2010年2月19日，新型雙節公車「Seagull幕張」上路。
本站雖在千葉市內，但公車車牌多為習志野號碼。
此外，千葉Seaside Bus、平和交通巴士兩間公司在千葉銀行幕張本鄉支店前附近有巴士站。這兩間巴士僅在平日行駛。
往永旺夢樂城幕張新都心方向的巴士，在早晨（8點20分以前）在5號乘車處發車，其餘時段在7號乘車處發車。
巴士路線
- 0番、1番
  - 幕01「各停」經免許中心往海濱幕張站
  - 幕01「各停」經免許中心、海濱幕張站往幕張展覽館中央
  - 幕01「各停」經免許中心、海濱幕張站、幕張展覽館東口往ZOZO海洋球場[8]
  - 幕01「各停」經免許中心、海濱幕張站、幕張展覽館東口往醫療中心（日语：千葉県精神科医療センター）（假日停駛）
  - 幕01「急行」往海濱幕張站（富士通以前不停）
  - 幕03「各停」經High Tech通往海濱幕張站
  - 幕03「急行」經High Tech通往Techno Garden（夏普、SII以前不停。不停富士通。公車資訊寫作「High Tech急行」）
  - 幕04「各停」經High Tech通往若葉三丁目（僅平日早晨多乘客時段）
- 4番
  - 津61 經屋敷、京成大久保站往津田沼站
  - 津62 經屋敷、京成大久保站南口往津田沼站
  - 津66 經屋敷往京成大久保站
- 5番
  - 幕22 經Columbus City、濱田綠地往海濱幕張站
  - 幕22 經Columbus City、神田外語大學往海濱幕張站
  - 永旺32 經Columbus City、豐砂公園往永旺夢樂城幕張新都心（日语：イオンモール幕張新都心）FAMILY MALL前[7]
  - 永旺37 經Columbus City、永旺STYLE口往永旺夢樂城幕張新都心FAMILY MALL前[7]
  - 永旺38 經Columbus City、神田外語大學、永旺STYLE口往永旺夢樂城幕張新都心FAMILY MALL前[7]
- 6番
  - 幕11 經幕張西中學校、香澄公園往新習志野站
  - 幕13 幕張西循環
  - 幕21 市町村學院、神田外語大方向　幕張學園循環
  - 津62 往幕張西五丁目
- 7番
  - 永旺31 經豐砂公園往永旺夢樂城幕張新都心FAMILY MALL前[7]
  - 永旺34 往永旺夢樂城幕張新都心永旺STYLE口[7]
- 8番
  - 270 往JR幕張站（千葉Seaside Bus（日语：千葉シーサイドバス））

平日早晨1班
- - 海濱幕張01 經伊藤洋華堂往幕張本鄉站（平和交通）

僅平日午間時段

### 通勤時段
幕01系統在早晨通勤時間人潮非常多，因此急行班次使用雙節公車載客。
尖峰時刻的主要系統
- 急行：幕張本鄉站→（途中通過）→富士通→NTT→Techno Garden→海濱幕張站（單向）
- 各停：幕張本鄉站 - 幕張西二丁目 - 幕張西第三公園 - 運轉免許中心（日语：千葉運転免許センター） - 富士通 - NTT - Techno Garden - 海濱幕張站 - 其他方向

此時段的各停班次在0號乘車處發車，急行班次在1號乘車處發車。
千葉縣企業廳與千葉市規劃在幕張本鄉站與新都心間導入新交通系統與LRT，並在2000年的運輸政策審議會答申第18號列為「今後整備考慮路線」(B) ，但由於縣府與市府的財政困難，已從2016年的「東京圈今後都市鐵道計畫」移除。

## 相鄰車站
東日本旅客鐵道
 總武線（各站停車）
津田沼（JB 33）－幕張本鄉（JB 34）－幕張（JB 35）
 京成電鐵
 千葉線
京成津田沼（KS26）－京成幕張本鄉（KS52）－京成幕張（KS53）

## 外部連結
- 車站資訊（幕張本鄉）：東日本旅客鐵道
- 京成幕張本鄉｜電車與車站資訊｜京成電鐵
- 京成幕張本鄉站PDF - 京成電鐵